# Тиморское море
Тимо́рское мо́ре (индон. Laut Timor, порт. Mar Timor, тетум Tasi Mane / Tasi Timór, англ. Timor Sea) — море на северо-востоке Индийского океана. Находится между Австралией и островом Тимор. Площадь акватории — 432 тысячи км². Преобладают глубины менее 200 метров, наибольшая — 3310 метров. Крупнейшие заливы моря — залив Жозеф-Бонапарт и Ван-Димен. Омывает берега таких государств, как Австралия, Восточный Тимор и Индонезия.
В Тиморском море разведаны значительные запасы углеводородов. В 2009 году произошёл крупнейший за последние 25 лет разлив нефти.

## География
Тиморское море расположено между Австралией и островом Тимор. На западе оно сливается с водами Индийского океана, а на востоке с водами Арафурского моря. Австралийский город Дарвин, столица Северной территории, является крупнейшим портовым городом Тиморского моря.
В море впадают следующие реки: Орд, Аделейд, Виктория, Финнисс, Дейли, Фицморис, Кип, Дурек, Пентекост, Кинг, Беркли, Митчелл, Саут-Аллигейтор, Ист-Аллигейтор, Вест-Аллигейтор, Мэри и другие.
Большую часть моря занимает материковая отмель Сахул с многочисленными банками (мелями), крупными атоллами и коралловыми рифами. Северную часть моря занимает Тиморский жёлоб, который является продолжением Зондского жёлоба, отмечающего собой границу Индо-австралийской литосферной плиты. Район Тиморского жёлоба является сейсмоактивной зоной.

## Этимология
Море получило своё название от острова Тимор, находящегося на северном побережье моря. Тимор с малайского переводится как «восток».

## Рифы и острова
В Тиморском море расположен ряд крупных островов, в частности, острова Тиви: Батерст и Мелвилл. Также в Тиморском море расположены управляемые Австралией острова Ашмор и Картье. Считается, что предки австралийских аборигенов пришли в Австралию «с острова на остров» через Тиморское море.

## Климат

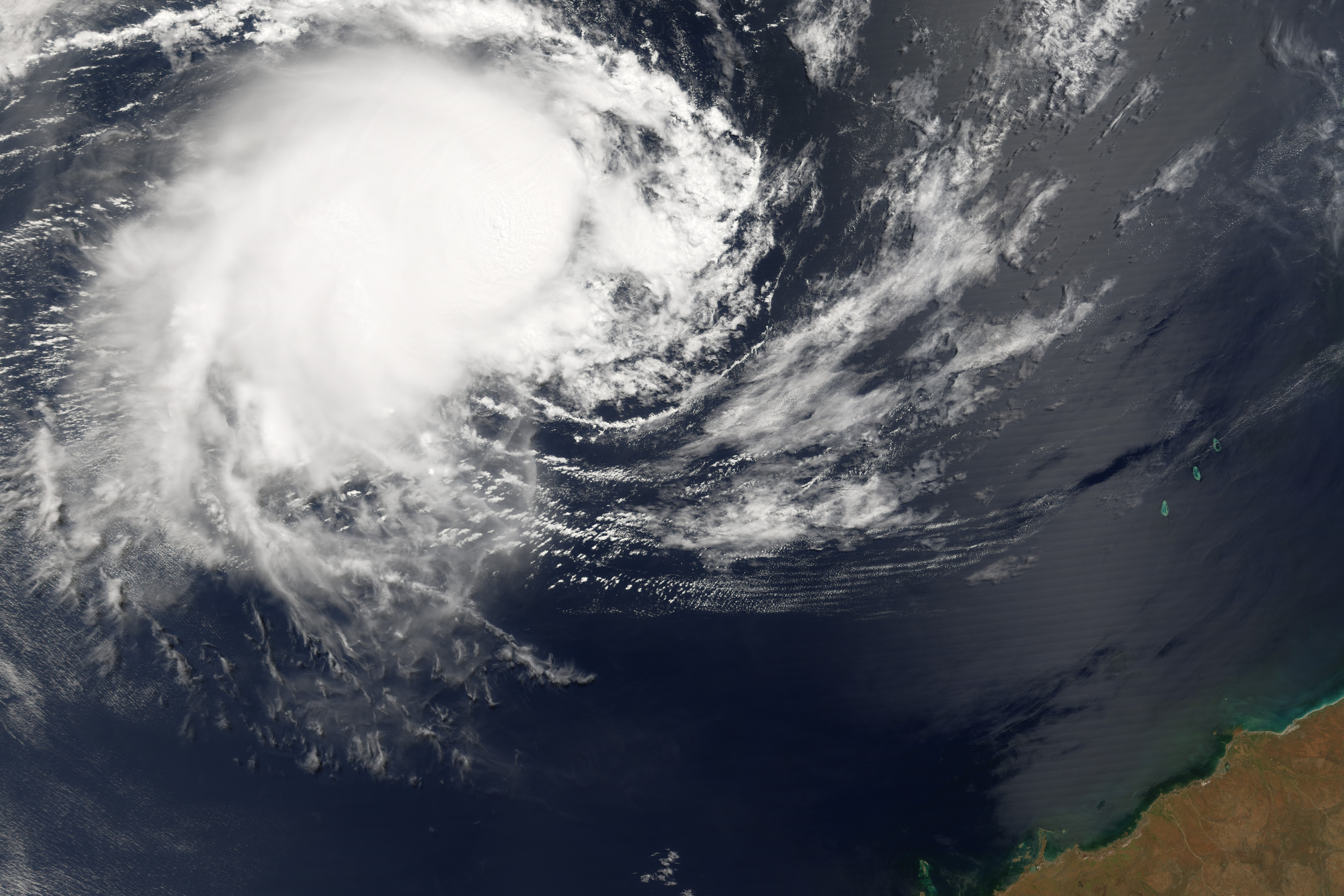
Тропический циклон Флойд над Тиморским морем, 2006

Климат Тиморского моря субэкваториальный муссонный. Поскольку Тиморское море является мелководным тропическим морем, в его водах часто зарождаются тропические тайфуны. В феврале 2005 года тропический циклон Вивьен нарушил работу предприятий по добыче нефти и газа. Спустя месяц другой циклон, Вилли, вновь прервал добычу. Несмотря на то, что платформы по добыче нефти и газа конструируются так, чтобы они могли противостоять разрушительной силе циклонов, их работу все-таки приходится прерывать в целях соблюдения мер безопасности. Рабочих с помощью вертолетов эвакуируют на сушу — обычно в Дарвин или Дили. В 1974 году мощный тропический циклон Трейси практически полностью разрушил город Дарвин.

## Запасы углеводородов
В Тиморском море разведаны значительные запасы углеводородов. Ряд проектов по добыче нефти и газа уже находятся в стадии реализации, а некоторые лишь в стадии разработки. Проводится поиск новых месторождений. Тиморское море стало местом крупнейшего в истории Австралии разлива нефти, когда в результате аварии на месторождении Монтара в море попало огромное количество углеводородов. Утечка началась 21 августа 2009 года и продолжалась до 3 сентября 2009 года. Ежедневно во время разлива в море попадало 400 баррелей нефти. Специальная комиссия, расследовавшая причины катастрофы, возложило вину на тайскую компанию PTTEP, владелицу скважины.

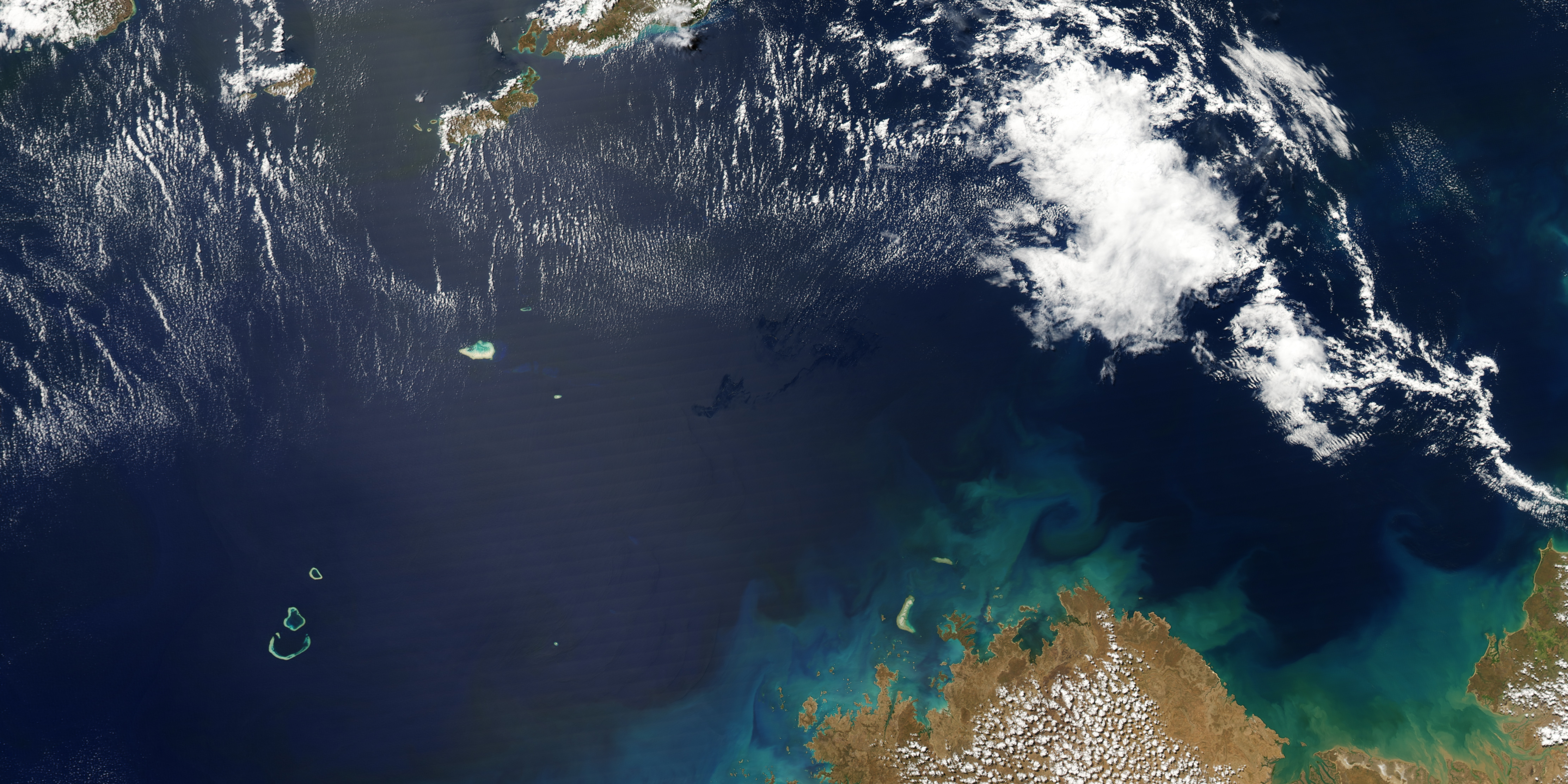
Нефтяное пятно в Тиморском море после аварии на месторождении Монтара (Сентябрь, 2009.)

### Проект Баю-Ундан
Баю-Ундан — газовое месторождение, расположенное в акватории Тиморского моря в зоне совместной нефтеразработки между Австралией и Восточным Тимором. Разрабатываемое на условиях СРП Баю-Ундан расположено в 250 км южнее Суаи (Восточный Тимор) и 500 км северо-западнее г. Дарвин (Австралия). Извлекаемые запасы данного месторождения оцениваются в 400 млн баррелей конденсата и 96 млрд м³ природного газа.
В проекте Баю-Ундан участвуют: ConocoPhillips (56,72 %, оператор), Eni (12,04 %), Santos (10,64 %), Inpex (10,52 %) и Tokyo Electric/Tokyo Gas (10,08 %). Добыча составляет 31 млн м³/сут. природного горючего газа с высоким содержанием тяжёлых углеводородов.

### Проект Китан
Китан — нефтяное месторождение в акватории Тиморского моря в зоне совместной нефтеразработки между Австралией и Восточным Тимором. Открыто в марте 2008 года, а разработка началась в апреле 2010 года. Извлекаемые запасы этого месторождения определяются в 50 млн тонн нефти.

## Территориальный спор
После обнаружения запасов углеводородов в море в 70-х годах XX века, вспыхнули споры касательно прав на освоение ресурсов. Первоначально разногласия возникли между Индонезией и Австралией, которые были урегулированы подписанием договора о зоне сотрудничества в области между индонезийской провинцией Восточный Тимор и Северной Австралией. После провозглашения независимости Восточного Тимора этот договор потерял силу и начались новые переговоры, которые привели к подписанию нового договора, но уже между Австралией и Восточным Тимором.
В 2004 году Австралия в ходе переговоров с Восточным Тимором о разделе нефтегазового месторождения в Тиморском море прослушивала восточнотиморские правительственные помещения. Заключённый в результате этих переговоров договор был впоследствии пересмотрен в пользу Восточного Тимора.